# Matteo Mazzantini
Pas d'image ? Cliquez ici

a Compétitions nationales et continentales officielles uniquement.

b Matchs officiels uniquement.
Dernière mise à jour le 15 septembre 2018.
 Matteo Mazzantini, né le 24 octobre 1976 à Livourne (Italie) est un joueur de rugby à XV international italien. Il est demi de mêlée et mesure 1,78 m pour 87 kg. 

## Biographie
Matteo Mazzantini a honoré sa première cape internationale le 5 février 2000 à Rome (Italie) avec l'équipe d'Italie pour une victoire 34-20 contre les Écossais.
Il a disputé la coupe du monde 2003.

## Clubs successifs
- Benetton Trévise  Italie 1996-2002
- Rugby Rovigo  Italie 2002-2003
- Arix Viadana  Italie 2003-2006
- SKG Gran Parme  Italie 2006-2009

## Sélection nationale
- 9 sélections avec l'Italie
- Sélections par année : 1 en 2000, 2 en 2001, 2 en 2002, 4 en 2003.
- Tournois des Six Nations disputés: 2000, 2001, 2002, 2003
- Coupe du monde de rugby disputée : 2003 (2 matchs, 1 comme titulaire).